# هند المدب (مخرجة)
هند المدب هي صحفية تونسية - فرنسية ومخرجة أفلام وثائقية تقيم في باريس وتعمل في كل من أوروبا وشمال إفريقيا والشرق الأوسط. قدمت هند في أفلامها وكتاباتها الصحفية احتجاجات اجتماعية للشباب وثقافتهم في المغرب وتونس ومصر. وركزت هند من خلال توثيق أوضاع تلك البلدان الاجتماعية وتعبيراتهم السياسية في سياق الثورات العربية، على موسيقى الراب وأنواع أخرى من الثقافة المضادة والاحتجاجات في هذه البلدان.

## السيرة الذاتية
وُلدت هند المدب في شاتيناي مالابري في باريس بفرنسا. والدها هو الشاعر والكاتب التونسي عبد الوهاب المدب، ووالدتها هي اللغوية أمينة مايا خلادي ذات الأصول المغربية الجزائرية. تخرجت هند من معهد باريس للدراسات السياسية وحصلت أيضًا على درجة الماجستير في الفلسفة من جامعة غرب باريس نانتير لاديفونس. وعلاوةً على ذلك، درست اللغة الألمانية وآدابها في جامعة السوربون الجديدة وأجرت أبحاثًا في جامعة برلين الحرة.

## الحياة المهنية
عملت هند المدب كصحفية لشبكة تلفزيون فرانس 24 من عام 2006 إلى 2008 قبل أن تنضم إلى شبكة فرانس إنفو. وعملت من عام 2010 إلى عام 2011 كمراسلة لبرنامج سا بالانس في باريس بريمير وعملت كمراسلة ثقافية لمجلة تراكس.
أُلقي القبض على هند في تونس في 13 يونيو 2013، لكن أُطلق سراحها في نفس اليوم. وُجه إليها تهمة الإخلال بالنظام العام وإهانة ضباط الشرطة بعد أن دافعت عن مغني الراب التونسي ولد الكانز الذي سجل أغنية تقارن الشرطة التونسية بالكلاب.
شاركت هند بصفتها مخرجة للأفلام الوثائقية في إخراج فيلم وثائقي بيت في الجنة De Casa au Paradis، عن مجموعة من الانتحاريين المغاربة، كما أخرجت فيلم إلكترو شعبي، الذي يغطي ظهور نوع موسيقي إلكتروني جديد يسمى المهرجانات في القاهرة. كما أخرجت الفيلم التونسي صراع، وهو فيلم عن مغنيين راب شباب يناضلون من أجل حرية التعبير في تونس، وفيلم باريس - ستالينجراد الوثائقي عن طالبي اللجوء في فرنسا.
فازت هند في عام 2005 بجائزة دانيال بيرل للتعددية الثقافية عن قصص الشباب المسلمين الناشئين في فرنسا. وشهدت هند في مايو ويونيو 2019 الثورة السودانية في الخرطوم والتي ستكون محور فيلمها القادم.  وساهمت هند في الكتاب الفرنسي 2021 سودان 2019، السنة الزيرو Soudan 2019، année zéro الذي يقدم أوصافًا وتعليقات وصورًا عن الأسابيع التي سبقت مذبحة الخرطوم.

## فيلموغرافيا
- بيت في الجنة 2008 (من إخراج غالاغر فينويك).
- 2013 إلكترو الشعبي (كمخرجة).[7]
- 2015 تونس كلاش (صراع).
- 2019 باريس-ستالينجراد Paris Stalingrad (من إخراج تيم نقاش)، واختير لمهرجانات عدة مثل مهرجان سينما ريل، ومهرجان تورنتو السينمائي الدولي، ومهرجان قرطاج السينمائي، ومهرجان القاهرة السينمائي الدولي.

## روابط خارجية
- هند المدب في قاعدة بيانات الأفلام على الإنترنت
- Official website (French)